# 勝谷保
勝谷 保（しょうや たもつ、1926年（大正15年）5月17日 - 2015年（平成27年）2月26日）は日本の官僚、実業家、元中小企業庁長官、元インドネシア石油（現・国際石油開発帝石）社長・会長。山口県出身。

## 略歴
- 1926年（大正15年） - 武作の三男として生まれる。
- 1952年（昭和27年） - 東京大学法学部法律学科を卒業、通商産業省へ入省、重工業局鉄鋼業務課長、通商政策局経済協力課長、大阪府商工部長などを歴任する。
- 1977年（昭和52年） - 特許庁総務部長に就任。
- 1979年（昭和54年） - 科学技術庁研究調整局長に就任。
- 1981年（昭和56年） - 中小企業庁長官に就任。
- 1982年（昭和57年） - 石油公団理事に就任。
- 1985年（昭和60年） - インドネシア石油顧問に就任。
- 1986年（昭和61年） - 同社専務に就任。
- 1987年（昭和62年） - 同社副社長に就任。
- 1989年（平成元年） - 同社社長に就任。
- 1996年（平成8年） - 同社会長に就任。石油鉱業連盟会長に就任[1]。
- 2000年（平成12年） - 同社相談役に就任。
- 2015年（平成27年）2月26日 - 肺炎のため、東京都世田谷区の病院で死去、88歳[2]。

## 受章・受賞
- 1998年（平成10年） - 勲二等瑞宝章受章。

## 参考
- 交詢社 第80版 『日本紳士録』 2007年